# Alison Johnstone
Alison Johnstone (née le 11 octobre 1965) est une femme politique écossaise, qui fait partie du groupe Scottish Green (le Parti vert écossais) et membre du Parlement écossais (MPS), de la région du Lothian .

## Jeunesse et scolarité
Alison Johnstone est née (le 11 octobre 1965) et a grandi à Édimbourg  où elle a fréquenté l'école secondaire St. Augustine.

## Vie politique
Alison Johnstone fait partie du groupe Scottish Green (le Parti vert écossais) et elle est également membre du Parlement écossais (MPS), de la région du Lothian .   
À partir de 1999, Alison Johnstone a travaillé comme assistante auprès de Robin Harper, poste qu'elle a occupé jusqu'à sa démission et son élection en mai 2011 au Parlement écossais. 
De 2007 à 2008, elle fut aussi co-responsable du Parti vert écossais avec Robin Harper . 
Entre 2007 et mai 2012, elle a également été conseillère du quartier Meadows / Morningside du conseil municipal de la ville d'Édimbourg.
Du 3 mars 2019 au 5 mai 2021, elle est co-directrice des verts écossais au Parlement écossais, aux côtés de Partick Harvie .
Le 13 mai 2021, elle devient présidente du Parlement écossais à la suite des élections législatives.

#### Vidéo
- Alison Johnstone, candidate des Verts écossais, vise le siège du Lothians - STV